# ماكسيمو كارفاغال
ماكسيمو كارفاغال (بالإسبانية: Máximo Carvajal)‏ هو رسام تشيلي، ولد في 6 أكتوبر 1935 في فالبارايسو في تشيلي، وتوفي في 21 أغسطس 2006.